# Allobaccha velox
Allobaccha velox är en tvåvingeart som beskrevs av Hull 1938. Allobaccha velox ingår i släktet Allobaccha och familjen blomflugor. Inga underarter finns listade i Catalogue of Life.